# 拋物柱面坐標系

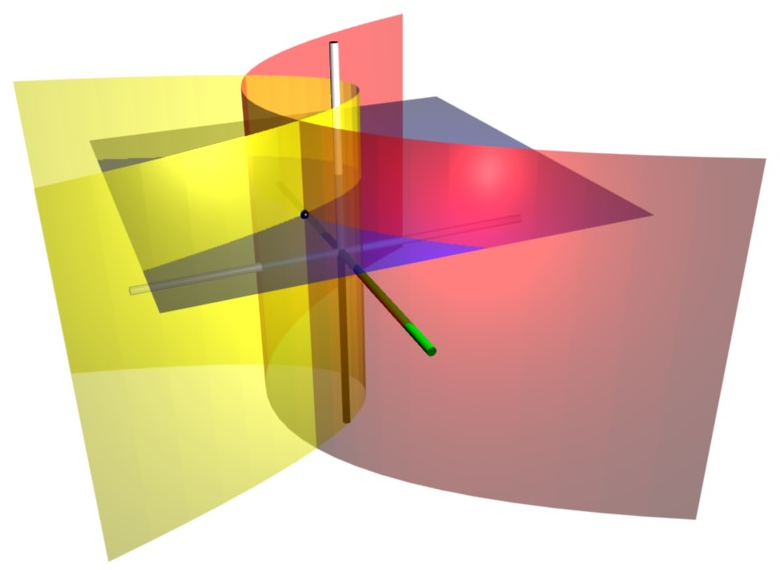
拋物柱面坐標系的幾個坐標曲面。紅色拋物柱面的 。黃色拋物柱面的 。藍色薄面的 。z-軸是垂直的，以白色表示。 x-軸以綠色表示。三個曲面相交於點 P （顯示為黑色的圓球），直角坐標大約為 。

拋物線坐標系的 和 的等值曲線。横軸與縱軸分別為 x-軸與 y-軸。拋物線坐標系可以往 z-軸延伸。對於任意 z-坐標，這曲線圖都正確無誤。

拋物柱面坐標系（英語：Parabolic cylindrical coordinates）是一種三維正交坐標系。往 z-軸方向延伸二維的拋物線坐標系 ，則可得到拋物柱面坐標系。其坐標曲面是共焦的拋物柱面。拋物柱面坐標可以應用於許多物理問題。例如，物體邊緣的位勢論。

## 基本定義
直角坐標 {\displaystyle (x,\ y,\ z)} 可以用拋物柱面坐標 {\displaystyle (\sigma ,\ \tau ,\ z)} 表示為
{\displaystyle x=\sigma \tau } 、
{\displaystyle y={\frac {1}{2}}\left(\tau ^{2}-\sigma ^{2}\right)} 、
{\displaystyle z=z} ；
其中，{\displaystyle \sigma \geq 0} ，{\displaystyle \tau \geq 0} 。
坐標 {\displaystyle \sigma } 為常數的曲線形成共焦的，凹性往 +y-軸的拋物柱面：
{\displaystyle 2y={\frac {x^{2}}{\sigma ^{2}}}-\sigma ^{2}} ，
而坐標 {\displaystyle \tau }  為常數的曲線形成共焦的，凹性往 -y-軸的拋物柱面：
{\displaystyle 2y=-{\frac {x^{2}}{\tau ^{2}}}+\tau ^{2}} 。
這些拋物柱面的焦線的位置都在 z-軸。
徑向距 {\displaystyle r} 的公式為
{\displaystyle r={\sqrt {x^{2}+y^{2}}}={\frac {1}{2}}\left(\sigma ^{2}+\tau ^{2}\right)}。
當解析經典力學的反平方連心力問題時，假若採用拋物柱面坐標的哈密頓-亞可比方程式，則會用到這很有用的公式。參閱
拉普拉斯-龍格-冷次向量。

## 標度因子
拋物柱面坐標 {\displaystyle \sigma } 與 {\displaystyle \tau } 的標度因子相等；而 {\displaystyle z} 的標度因子是 1 ：
{\displaystyle h_{\sigma }=h_{\tau }={\sqrt {\sigma ^{2}+\tau ^{2}}}} 、
{\displaystyle h_{z}=1} 。
無窮小體積元素是
{\displaystyle dV=\left(\sigma ^{2}+\tau ^{2}\right)d\sigma d\tau dz} 。
拉普拉斯算子是
{\displaystyle \nabla ^{2}\Phi ={\frac {1}{\sigma ^{2}+\tau ^{2}}}\left({\frac {\partial ^{2}\Phi }{\partial \sigma ^{2}}}+{\frac {\partial ^{2}\Phi }{\partial \tau ^{2}}}\right)+{\frac {\partial ^{2}\Phi }{\partial z^{2}}}}。
其它微分算子，像 {\displaystyle \nabla \cdot \mathbf {F} } 、{\displaystyle \nabla \times \mathbf {F} } ，都可以用 {\displaystyle (\sigma ,\ \tau ,\ z)} 坐標表示，只要將標度因子代入在正交坐標系條目內對應的一般公式。

## 應用
拋物柱面坐標有一個經典的應用，這是在解析像拉普拉斯方程或亥姆霍茲方程這類的偏微分方程式。在這些方程式裏，拋物柱面坐標允許分離變數法的使用。個典型的例題是，有一塊半無限的平板導體，請問其周圍的電場為什麼？應用拋物柱面坐標，我們可以精緻地分析這例題。

## 外部連結
- 數學世界的拋物柱面坐標系頁面 （页面存档备份，存于）